# Nicolas Bourbaki
Nicolas Bourbaki é o pseudónimo colectivo sob o qual um grupo de matemáticos, majoritariamente franceses, escreveu uma série de livros que expunha a matemática avançada moderna, que começaram a ser editados em 1935. Com o objectivo de fundamentar toda a matemática na teoria dos conjuntos, o grupo lutou por mais rigor e simplicidade, criando uma nova terminologia e conceitos ao longo dos tempos.
Embora Nicolas Bourbaki seja uma personagem inventada, o grupo Bourbaki é oficialmente conhecido como a Associação dos colaboradores de Nicolas Bourbaki, que tem um gabinete na École Normale Supérieure, em Paris.
Os cinco membros fundadores do grupo foram Henri Cartan, Claude Chevalley, Jean Delsarte, Jean Dieudonné e André Weil, que pouco antes haviam concluído a Escola Normal Superior de Paris e então lecionavam em universidades provinciais francesas e avaliavam os livros texto disponíveis inadequados e antiquados, especialmente em comparação com a florescente escola axiomática alemã de David Hilbert, Emmy Noether em Göttingen e Emil Artin em Hamburgo, nas quais alguns dos fundadores haviam estudado.

## Livros de Bourbaki
Com o objetivo de tratar de uma forma independente a maioria da matemática moderna baseada na teoria dos conjuntos, o grupo escreveu os seguintes volumes (com o nome dos títulos originais entre parêntesis):
- I Teoria dos conjuntos (Théorie des ensembles)
- II Álgebra (Algèbre)
- III Topologia (Topologie générale)
- IV Funções de uma variável real (Fonctions d'une variable réelle)
- V Espaços vectoriais topológicos (Espaces vectoriels topologiques)
- VI Integração (Intégration)

e, mais tarde:
- VII Álgebra comutativa (Algèbre commutative)
- VIII Grupos de Lie (Groupes et algèbres de Lie)

O livro Variedades diferenciais e analíticas era um fascículo de resultados (fascicule de résultats), isto é, um sumário de resultados, na teoria das variedades, mais do que uma exposição trabalhada. Um volume final, o IX de teoria espectral (Théories spectrales) de 1983 marca o fim das publicações deste projecto. Mas, no fim do século XX foi editado mais um fascículo de Álgebra comutativa.
Alguns dos livros de Bourbaki tornam-se referências em suas áreas, mas a forma austera da sua apresentação torna-os manuais desapropriados. A influência destes livros teve o seu ponto alto quando poucos outros livros de nível universitário na matemática pura estavam disponíveis, entre 1950 e 1960.
A notação criada pelos Bourbaki inclui: o símbolo {\displaystyle \varnothing } para o conjunto vazio e termos como injectiva, sobrejectiva e bijectiva para funções.
É frequente dizer-se que o uso das letras do tipo blackboard bold para os vários conjuntos de números foi introduzido pelo grupo. Existe no entanto, várias razões para duvidar disso:
1. os símbolos blackboard bold não aparecem nas publicações Bourbaki;
2. Jean-Pierre Serre, um membro do grupo Bourbaki, declarou-se publicamente contra o uso do blackboard bold fora do blackboard (quadro).